# Rupt-devant-Saint-Mihiel
Rupt-devant-Saint-Mihiel és un municipi francès situat al departament del Mosa i a la regió del Gran Est. L'any 2007 tenia 50 habitants.

## Demografia

### Població
El 2007 la població de fet de Rupt-devant-Saint-Mihiel era de 50 persones. Hi havia 24 famílies, de les quals 4 eren unipersonals (4 homes vivint sols), 12 parelles sense fills, 4 parelles amb fills i 4 famílies monoparentals amb fills.
La població ha evolucionat segons el següent gràfic:
Habitants censats

### Habitatges
El 2007 hi havia 31 habitatges, 22 eren l'habitatge principal de la família, 6 eren segones residències i 3 estaven desocupats. Tots els 31 habitatges eren cases. Dels 22 habitatges principals, 20 estaven ocupats pels seus propietaris, 1 estava llogat i ocupat pels llogaters i 1 estava cedit a títol gratuït; 2 tenien tres cambres, 5 en tenien quatre i 15 en tenien cinc o més. 19 habitatges disposaven pel capbaix d'una plaça de pàrquing. A 16 habitatges hi havia un automòbil i a 6 n'hi havia dos o més.

### Piràmide de població
La piràmide de població per edats i sexe el 2009 era:
| Homes | Edats   | Dones |
| ----- | ------- | ----- |
| 0     | 95 o +  | 0     |
| 0     | 90 a 94 | 0     |
| 0     | 85 a 89 | 0     |
| 0     | 80 a 84 | 0     |
| 4     | 75 a 79 | 4     |
| 0     | 70 a 74 | 4     |
| 4     | 65 a 69 | 0     |
| 0     | 60 a 64 | 0     |
| 4     | 55 a 59 | 4     |
| 4     | 50 a 54 | 4     |
| 0     | 45 a 49 | 4     |
| 0     | 40 a 44 | 0     |
| 4     | 35 a 39 | 0     |
| 0     | 30 a 34 | 4     |
| 0     | 25 a 29 | 0     |
| 0     | 20 a 24 | 0     |
| 0     | 15 a 19 | 0     |
| 0     | 10 a 14 | 0     |
| 0     | 5 a 9   | 0     |
| 0     | 0 a 4   | 4     |

## Economia
El 2007 la població en edat de treballar era de 28 persones, 20 eren actives i 8 eren inactives. De les 20 persones actives 18 estaven ocupades (12 homes i 6 dones) i 2 estaven aturades (2 dones i 2 dones). De les 8 persones inactives 4 estaven jubilades, 3 estaven estudiant i 1 estava classificada com a «altres inactius».
Activitats econòmiques
Dels 2 establiments que hi havia el 2007, 1 era d'una empresa de comerç i reparació d'automòbils i 1 d'una empresa classificada com a «altres activitats de serveis».
L'any 2000 a Rupt-devant-Saint-Mihiel hi havia 8 explotacions agrícoles que ocupaven un total de 189 hectàrees.

## Poblacions més properes
El següent diagrama mostra les poblacions més properes.